# Шаварчеви
Шаварчеви (Acrocephalidae) са семейство дребни птици от разред Врабчоподобни (Passeriformes).
Включва 6 рода с около 53 вида, разпространени главно в южна и западна Евразия и съседните региони, но също в Океания и Африка. Обитават най-често заблатени местности, редки гори и високотревни биоми.

## Родове
Семейство Acrocephalidae – Шаварчеви
- Acrocephalus
- Calamonastides
- Chloropeta
- Hippolais – Присмехулници
- Iduna
- Nesillas